# 汉服春晚
汉服春晚，或称汉服春节联欢晚会，是汉服倡导者模仿中国中央电视台的春节联欢晚会的举办的网络春节联欢晚会。它起初由在欧洲和北美的华人留学生们策划发起，一說起源于2010年一个中國海外留学生在汉服百度贴吧发的帖子。汉服春晚以网络和网下征集节目并加以后期制作而成。
汉服春晚的每个节目由参与者在各地分别录制，包括中国大陆、台湾和北美的众多华人文化社团。内容上则以传统文化艺术为核心，尝试以现代的方式重新演绎古琴、汉舞、礼仪、诗词、茶藝、武术等传统文化的精髓。